# Мейнвілл (Пенсільванія)
Мейнвілл (англ. Mainville) — переписна місцевість (CDP) в США, в округах Колумбія і Скайлкілл штату Пенсільванія. Населення — 134 особи (2020).

## Географія
Мейнвілл розташований за координатами 40°58′58″ пн. ш. 76°22′10″ зх. д. / 40.98278° пн. ш. 76.36944° зх. д. (40.982838, -76.369469).  За даними Бюро перепису населення США в 2010 році переписна місцевість мала площу 1,93 км², з яких 1,91 км² — суходіл та 0,02 км² — водойми. В 2017 році площа становила 1,82 км², з яких 1,80 км² — суходіл та 0,02 км² — водойми.

## Демографія
Згідно з переписом 2010 року, у переписній місцевості мешкали 132 особи в 54 домогосподарствах у складі 35 родин. Густота населення становила 68 осіб/км².  Було 59 помешкань (31/км²).
Расовий склад населення:
| - 99,2 % — білих |

До двох чи більше рас належало 0,8 %. Частка іспаномовних становила 0,0 % від усіх жителів.
За віковим діапазоном населення розподілялося таким чином: 19,7 % — особи молодші 18 років, 65,1 % — особи у віці 18—64 років, 15,2 % — особи у віці 65 років та старші. Медіана віку мешканця становила 39,5 року. На 100 осіб жіночої статі у переписній місцевості припадало 112,9 чоловіків;  на 100 жінок у віці від 18 років та старших — 100,0 чоловіків також старших 18 років.
За межею бідності перебувало 19,7 % осіб, у тому числі 38,9 % дітей у віці до 18 років та 23,7 % осіб у віці 65 років та старших.
Цивільне працевлаштоване населення становило 71 особа. Основні галузі зайнятості: роздрібна торгівля — 31,0 %, освіта, охорона здоров'я та соціальна допомога — 28,2 %, виробництво — 11,3 %, транспорт — 8,5 %.